# Carlo Alberto Pinelli
Carlo Alberto Pinelli (* 6. Juli 1935 in Turin) ist ein italienischer Dokumentarfilmer, Autor und Alpinist.

## Leben
Pinelli, der Sohn des Drehbuchautors Tullio, nahm bereits in Jugendjahren an archäologischen Expeditionen teil, die in die Türkei, nach Afghanistan und nach Pakistan führten, nachdem er an der Universität La Sapienza in indischer und zentralasiatischer Kunstgeschichte abgeschlossen hatte. Es folgte eine Zeit als Assistent an dieser Fakultät, in der er auch als Redakteur der von Ranuccio Bianchi Bandinelli herausgegebenen „Enciclopedia dell'Arte Antica“ und der „Enciclopedia Italiana Treccani“ betätigte.
Seit 1961 drehte Pinelli als Dokumentarfilmregisseur zahlreiche Arbeiten zu ethno-anthropologischen und soziokulturellen Themen; unter seinen rund 120 Werken, von denen er einige mit Folco Quilici zusammen realisierte, sind zu nennen: eine achtteilige Scoperta dell'India, ein neunteiliger Islam, dreizehn Folgen einer La civiltà del Mediterraneo, Pianeta d'Acqua in fünf Teilen sowie dreizehn Folgen Vanishing Rainbows. Daneben entstanden für das Fernsehen der RAI lange Dokumentationen über die Eroberung des Poles sowie Arbeiten auf den Spuren des Orientalisten Giuseppe Tucci in Indien, Nepal, Tibet und Pakistan. In den 1980er Jahren entstanden auch auf 35 mm gedrehte medizinisch-physiologische Filme. 1989 folgte ein Werk über seinen Vater.
Der begeisterte Alpinist Pinelli legte mit 78 Jahren 2013 seinen ersten Spielfilm vor, La storia di Cino, il bambino che attraversò la montagna. Daneben ist er Autor von sieben Büchern, dabei mehrmals zu alpinistischen Themen. Er ist einer der Gründer und Repräsentant der Organisation Mountain Wilderness.

## Filmografie (Auswahl)
- 1961: Hindu Kush (Dokumentarfilm, in Kollaboration)
- 1974: Il dio sotto la pelle (Ko-Regie, Drehbuch)
- 2013: La storia di Cino, il bambino che attraversò la montagna